# Joukahainen

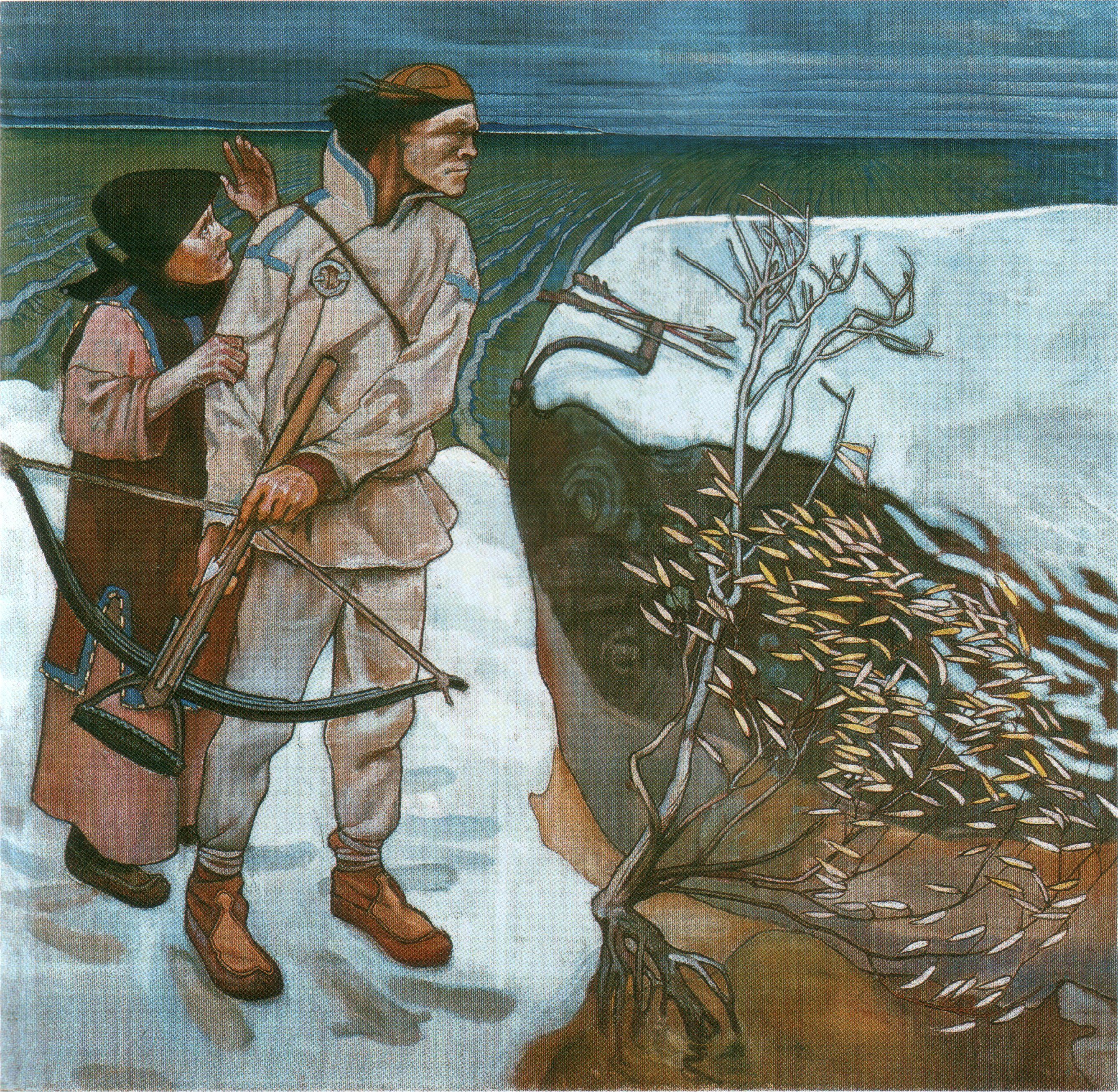
Joukahainen och hans mor (Joukahainens Hämnd) av Akseli Gallen-Kallela.

Joukahainen är en karaktär i det finska nationaleposet Kalevala och betraktas som Väinämöinens rival.

## I Kalevala
Joukahainen hör talas om Väinämöinens sånger och musik och avundas honom, då ryktet säger att Väinämöinens musik är vackrare och bättre än hans egen. Joukahainens föräldrar förbjuder honom att lämna byn för att tävla med Väinämöinen i sång, men han rider iväg ändå. När han träffar Väinämöinen och utmanar honom blir Väinämöinen ilsken och använder sin magiska sång till att långsamt begrava Joukahainen i jorden. Joukahainen börjar erbjuda Väinämöinen olika ägodelar för att han ska släppa honom ur sin sång, men Väinämöinen är ointresserad av Joukahainens pil och båge, båtar, hingstar, en hjälm med guld och silver och till sist sädessäckar och åkrar. Slutligen erbjuder Joukahainen sin syster Aino, varpå Väinämöinen blir nöjd och låter Joukahainen leva. 
När Joukahainen återvänder hem och bekänner vad han lovat blir Aino förkrossad då hon inte vill gifta sig med Väinämöinen. Hon gråter i många dagar och vägrar att gifta sig med en så gammal och skröplig man, dessutom vill hon inte behöva täcka håret och avstå från det liv hon lever. Ainos mor försöker övertala henne om att det är ett gott öde, och menar att en hjälte nu kan giftas in i släkten och att Aino borda vara lycklig. Aino känner sig ensam och beslutar sig för att ta livet av sig genom att dränka sig. När hon begått självmord vid havets kant färdas en hare med meddelandet till hennes familj, och modern börjar gråta. Hennes tårar bildar floder, därefter älvar och så vidare, tills tre träd vuxit på många kullar genom landet där tre gökar landar. Gökarna gal olika meddelanden, men den sista av dem gal tills tidens ände "Glädje! Glädje!" för modern som nu är glädjelös tills hon dör. 

[Göken], som galar: glädje, glädje!
Galar så i all sin livstid
För den glädjelösa modern, 
Som till livets slut skall sörja.
Men den arma modern sade, 
När hon gökens stämma hörde:
"Ej en stackars moder länge
Lyssna må till gökens stämma!
När den gyllne göken galar, 
Klappar hjärtat hårt i barmen, 
Tårar brista fram ur ögat,
Strömma på den armas kinder, 
Tårar, trindare än ärter, 
Digrare än bönans kärna, 
Och en aln tärs av dess livstråd, 
Växten faller hop en handslängd, 
Hela kroppen dignar kraftlös, 
När hon gökens röst förnimmer!" 
(Ur Kalevala, fjärde sången).